# William H. Neece
William Henry Neece (* 26. Februar 1831 bei Springfield, Illinois; † 3. Januar 1909 in Chicago, Illinois) war ein US-amerikanischer Politiker. Zwischen 1883 und 1887 vertrat er den Bundesstaat Illinois im US-Repräsentantenhaus.

## Werdegang
Noch in seiner Jugend zog William Neece mit seinen Eltern in das McDonough County, wo er die öffentlichen Schulen besuchte. Danach unterrichtete er selbst für einige Zeit als Lehrer. Nach einem anschließenden Jurastudium und seiner 1858 erfolgten Zulassung als Rechtsanwalt begann er in Macomb in diesem Beruf zu arbeiten. Gleichzeitig schlug er als Mitglied der Demokratischen Partei eine politische Laufbahn ein. 1861 wurde er Mitglied im Stadtrat von Macomb; in den Jahren 1864 und 1870 war er Abgeordneter im Repräsentantenhaus von Illinois. Zwischen 1869 und 1870 gehörte er einer Kommission zur Überarbeitung der Verfassung von Illinois an. Schließlich saß er von 1878 bis 1882 im Staatssenat.
Bei den Kongresswahlen des Jahres 1882 wurde Neece im elften Wahlbezirk von Illinois in das US-Repräsentantenhaus in Washington, D.C. gewählt, wo er am 4. März 1883 die Nachfolge von James W. Singleton antrat. Nach einer Wiederwahl konnte er bis zum 3. März 1887 zwei Legislaturperioden im Kongress absolvieren. Im Jahr 1886 wurde er nicht wiedergewählt. Nach dem Ende seiner Zeit im US-Repräsentantenhaus praktizierte Neece wieder als Anwalt. Außerdem stieg er in das Viehzuchtgeschäft ein. Er starb am 3. Januar 1909 in Chicago und wurde in Macomb beigesetzt.